# Grazalema
Grazalema er en by og kommune i det sydlige Spanien i provinsen Cádiz. Den har et indbyggertal på 1.998 (2024) indbyggere.